# Campeonato Quirguiz de Patinação Artística no Gelo
O Campeonato Quirguiz de Patinação Artística no Gelo é uma competição nacional anual de patinação artística no gelo do Quirguistão.
A competição determina os campeões nacionais e os representantes do Quirguistão em competições internacionais como Campeonato Mundial, Campeonato Mundial Júnior, Campeonato dos Quatro Continentes e os Jogos Olímpicos de Inverno.

## Edições
| Ano (Edição) | Cidade sede | Sênior | Ref   |
| Ano (Edição) | Cidade sede | F      | Ref   |
| ------------ | ----------- | ------ | ----- |
| 2015         |             | •      | [ 1 ] |

## Lista de medalhistas

### Sênior

#### Individual feminino
| Evento          | Ouro           | Prata            | Bronze       |
| 2015 (detalhes) | Nadin Khromykh | Laura Ismagulova | Maria Kadola |